# Hans-Raimund Deppe
Hans-Raimund Deppe (auch Hans Deppe; * 21. Dezember 1945) ist ein deutscher Physiker und Manager.

## Leben
Hans-Raimund Deppe studierte Physik an der Westfälischen Wilhelms-Universität in Münster und promovierte dort 1974 mit dem Thema Einfluss von Schwefelleerstellen auf die elektrischen Eigenschaften polykristalliner CdS-Schichten. Danach arbeitete er 22 Jahre lang für die Halbleitersparte der Firma Siemens an Standorten in Europa und Asien. Er war dort unter anderem für die Bereiche Forschung und Entwicklung sowie für Fertigung und Qualitätsmanagement verantwortlich.
1997 wurde er General Manager für den Halbleiterhersteller AMD Saxony in Dresden. Er war für den Aufbau des Werkes und die gesamte Fertigung und Entwicklung an AMDs europäischem Standort verantwortlich. In dieser Zeit entwickelte sich der Standort Dresden zu einem der führenden Halbleiterzentren Europas (Silicon Saxony). 2009 verließ Deppe das Unternehmen.
Im Jahr 2010 wurde Deppe das Verdienstkreuz 1. Klasse des Verdienstordens der Bundesrepublik Deutschland für sein Engagement beim nachhaltigen Aufbau des Halbleiter- und Technologiestandortes Sachsen und Deutschland verliehen.